# 熙順
熙順（1929年2月2日—8月7日）是中華民國時期山東長山縣（今山東省鄒平縣東南長山鎮）宗教領袖馬士偉的年號。
1929年2月2日，長山縣一心堂教主馬士偉在長山縣北丁王莊起事，自立為皇帝，自稱為朱元璋的後代朱宗光，建立「新明國」（《中華民國史事日誌》作「黃大」），改元為熙順元年（《國民政府公報》作「天運」），設立軍機大臣、外務大臣、財政大臣等官職。8月，山東省政府主席陳調元密令第46師137旅旅長丁翰東會同山東警備軍第1旅旅長陳孝思進剿。8月7日，丁部佔領丁王莊，馬士偉潛逃。

## 西曆紀元對照表
| 熙順     | 元年     |
| -------- | -------- |
| 西元     | 1929年   |
| 民國紀年 | 民國18年 |
| 干支     | 己巳     |

## 同期存在的其他政權年號
- 中國
  - 中華民國（1912年1月1日起）：中華民國紀年
  - 大同（1929年）：薛幹臣之年號
- 越南
  - 保大（1926年－1945年）：阮朝—阮福晪之年號
- 日本
  - 昭和（1926年－1989年）：昭和天皇之年號

## 外部連結
- 中華民國史事日誌（页面存档备份，存于）可線上閱讀。（繁體中文）